# Ilhas Subantárcticas Neozelandesas
As Ilhas Subantárcticas Neozelandesas consistem em cinco grupos de ilhas (Ilhas Snares, Ilhas Bounty, Ilhas Antípodas, Ilhas Auckland e Ilhas Campbell) no oceano sul, a sudeste da Nova Zelândia. As ilhas tem um elevado nível de produtividade, biodiversidade, de vida selvagem e de endemismo entre as aves, plantas e invertebrados. São particularmente notáveis pelo grande número de diversidade de pinguins e aves marinhas pelágicas que aí nidificam. Há 126 espécies de aves no total, incluindo quarenta aves marinhas das quais cinco não procriam em mais nenhum local no mundo.
As Ilhas Subantárticas Neozelandesas foram declaradas Património Mundial em 1998.